# Liman de Chagany

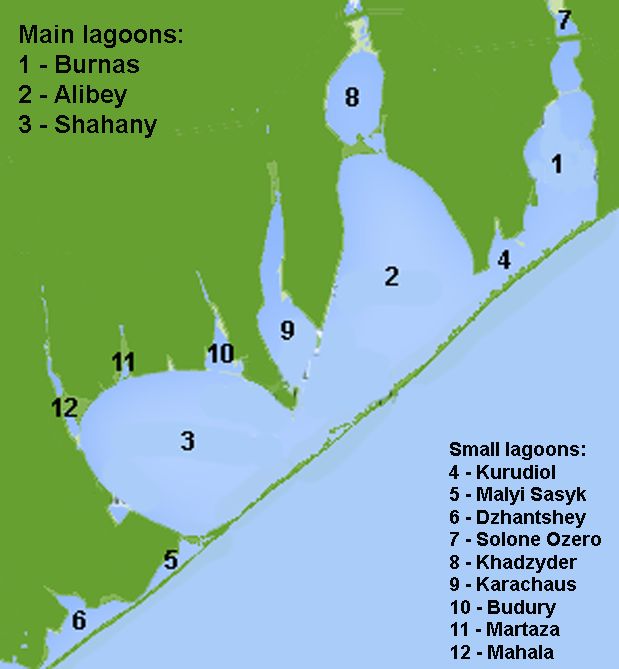
Carte des lagunes de Tuzly

Le Liman de Chagany ou Lagunes de Chagany (ukrainien : Шагани, roumain : Şagani)) est une lagunes maritime (liman) sur la côte nord de la Mer Noire, dans le Raïon de Tatarbounary de l'Oblast d'Odessa, en Ukraine.
Un « liman » (du grec médiéval λιμάνι : « abri côtier ») n'est pas un estuaire mais une lagune, séparée de la mer par un cordon littoral, et dans laquelle peuvent se verser (ou non) des cours d'eau.

## Sources
- Енциклопедія українознавства. У 10-х т. / Гол. ред. Володимир Кубійович. — Париж; Нью-Йорк: Молоде Життя, 1954—1989. (en russe)